# Espace Champerret

Espace Champerret je výstaviště v Paříži, kde se pořádají veletrhy a kongresy. Nachází se na adrese Rue Jean-Oestreicher č. 6 poblíž Porte de Champerret v 17. obvodu. Výstaviště spravuje společnost Viparis. Rozloha výstaviště je 9 100 m2.

## Pravidelné výstavy
- Salon des artistes indépendants
- Podzimní filatelistický salon